# Calzada de Huachipilín
Calzada de Huachipilín är en ort i Mexiko.   Den ligger i kommunen Tonalá och delstaten Chiapas, i den sydöstra delen av landet, 700 km sydost om huvudstaden Mexico City. Calzada de Huachipilín ligger 12 meter över havet och antalet invånare är 390.
Terrängen runt Calzada de Huachipilín är huvudsakligen platt, men österut är den kuperad. Runt Calzada de Huachipilín är det ganska glesbefolkat, med 50 invånare per kvadratkilometer. Närmaste större samhälle är Tonalá, 10,2 km norr om Calzada de Huachipilín. Omgivningarna runt Calzada de Huachipilín är en mosaik av jordbruksmark och naturlig växtlighet.